# Karakuş

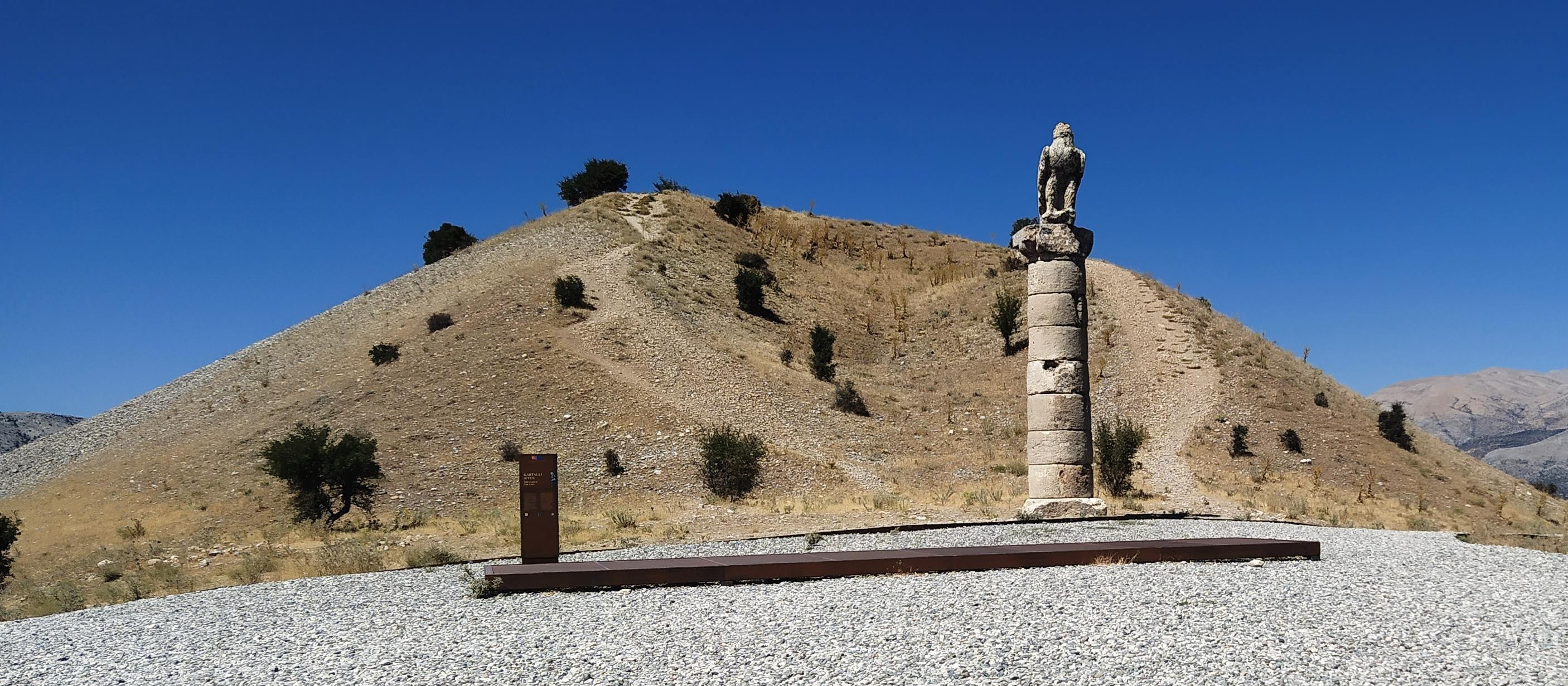
Kurhan i kolumna z rzeźbą orła

Karakuş – kurhan we wschodniej Turcji, w pobliżu miejscowości Kahta, grobowiec królowej Isias – żony Antiocha I, króla Kommageny z I wieku p.n.e. Pierwotnie był otoczony pierścieniem kolumn, z których do dzisiaj zachowały się tylko trzy. Na szczycie zachowanych kolumn znajdują się rzeźby orła i lwa oraz relief przedstawiający Mitrydatesa II i Laodikę – dzieci Antiocha i Isias.